# Mimbre
Mimbres (Mimbreño; vlastito ime Iccujenne, Tecujenne).– ime za grupu Chiricahua Apača koje je nastala separacijom Gila ili Gileño Apača na Mimbre koji su se nastanili u dolini Mimbres, i među sobom se dalje podijelili na Coppermine (Bakreni Apači), što življaše oko Santa Rite, gdje je bilo tih rudnika, i Warm Springs Apače u području Ojo Calientea. Postoji rječnik od 150 riječi iz jezika Coppermine Apača što ga je Bartlett sakupio 1851. od poglavice Mangas Coloradasa. 
Mimbreños (u značenju “people of the willows”), dobili su ime po planinama Mimbres na jugozapadu Novog Meksika, pleme je međutim lutalo zemljom sve do San Francisco Rivera u Arizoni, a zalazili su sve u Chihuahuu, kod jezera Guzman. S vremena na vrijeme potpisivali bi s Meksikancima mirovne ugovore. -Godine 1875. dio ih se priključio Mescalerima, a dio živi i na agenciji Fort Apache u Arizoni.

## Vanjske poveznice
- Chapter I. Indians Of Arizona.  Arhivirana inačica izvorne stranice od 11. prosinca 2008. (Wayback Machine)